# Calathidius
Calathidius es un género de coleópteros adéfagos de la familia Carabidae. Son endémicos de las islas Canarias (España).

## Especies
Se reconocen las siguientes:
- Calathidius acuminatus (Wollaston, 1862)
- Calathidius brevithorax Machado, 1992
- Calathidius sphodroides (Wollaston, 1862)